# LM.C
LM.C (Lovely Mocochang.com) — японская группа, исполняющая J-Rock/электропоп, состоит из двух участников: Мая и Айдзи. В творчестве группа смешивает рок-музыку с электропопом, называя свой жанр «Новым Веком Электро-рока».

## История
LM.C была основана Маей, гитаристом Miyavi. Выступая с Мияви, Мая и другие участники также давали живые выступления как LM.C. Позже к ним присоединился Айдзи.
После ухода Мая из группы Miyavi в октябре 2006 г. LM.C дебютировали в качестве major, подписав контракт с Pony Canyon и выпустив два сингла «Trailers (Gold)» и «Trailers (Silver)».
В начале 2007 г. группа представила третий сингл «Oh My Juliet». 7 марта они выпустили свой первый полноценный альбом «Glitter Loud Box».
Их четвёртый сингл «Boys and Girls» вышел в июне 2007 г. и был использован в качестве вступительной заставки к аниме «Reborn!».
Пятый сингл «Liar Liar/Sentimental Piggy Romance» увидел свет в октябре 2007 г., шестой сингл «Bell the Cat» был выпущен в декабре того же года.
Седьмой сингл «John» вышел в феврале 2008 г. и восьмой сингл «88» в июне того же года, который также был использован в качестве заставки к аниме «Reborn!».
В ноябре 2008 г. группа выпускает два новых альбома «Super Glitter Loud Box» в который вошли несколько старых песен и второй полноценный альбом «GIMMICAL☆IMPACT!!».
Их девятый сингл под названием «Punky♥Heart» вышел в свет в мае 2009 г.

## Участники

### Постоянные участники
- Мая — вокал (прошлая группа — SINNERS)
- Айдзи — гитара(прошлая группа — Pierrot)

### Группа поддержки
- Hiko/EVAKAN — бас
- Death-O — ударные
- Jaykay — клавишные
- Denki-Man — VJ

## Дискография
Albums and EPs
- Glitter Loud Box (March 7, 2007)
- Gimmical☆Impact!! (November 5, 2008)
- Super Glitter Loud Box (November 5, 2008)
- Wonderful Wonderholic (March 3, 2010)[2]
- Strong Pop (April 04, 2012)
- PERFECT FANTASY (February 12,2014)

Singles
- «Trailers (Gold)» (October 4, 2006)
- «Trailers (Silver)» (October 4, 2006)
- «Oh My Juliet.» (January 31, 2007)
- «Boys & Girls» (May 23, 2007)
- «Liar Liar»/«Sentimental PIGgy Romance» (October 10, 2007)
- «Bell the Cat» (December 12, 2007)
- «John» (February 20, 2008)
- «88» (June 4, 2008)
- «Punky❤Heart» (May 20, 2009)
- «Ghost†Heart» (November 4, 2009)
- «Let me' crazy!!» (October 27, 2010)
- «SUPER DUPER GALAXY» (May 18, 2011)
- «Hoshi no Arika» (july 27, 2011)
- «Ah Hah!» (February 22, 2012)
- «Double Dragon» (November 28, 2012)
- «My Favorite Monster» (December 11, 2013)

Compilations
- Luna Sea Memorial Cover Album (December 19, 2007) .

DVDs
- LM.C The Music Videos (4 June 2008, music videos)